# Maywood (Illinois)
Maywood je město na severozápadě amerického státu Illinois, v metropolitní oblasti Chicaga. Leží 16 km severně od Chicaga.

## Historie
Město bylo založeno roku 1869.

## Demografie
Podle sčítání lidu z roku 2010 zde žilo 24 090 obyvatel.

### Rasové složení
- 12,6 % Bílí Američané
- 74,4 % Afroameričané
- 0,3 % Američtí indiáni
- 0,5 % Asijští Američané
- 0,0 % Pacifičtí ostrované
- 10,3 % jiná rasa
- 1,8 % dvě nebo více ras

Obyvatelé hispánského nebo latinskoamerického původu, bez ohledu na rasu, tvořili 20,8 % populace.